# ARP Pilea
ARP Pilea (dawniej: Rafako E-Bus) – niskopodłogowy elektryczny autobus miejski klasy MIDI zaprezentowany w 2019 r. przez polskie przedsiębiorstwo Rafako z Raciborza. W 2020 r. produkcję pojazdu przejęła ARP e-Vehicles – spółka należąca do Agencji Rozwoju Przemysłu.

## Historia
Pierwsze informacje na temat prac prowadzonych przez przedsiębiorstwo Rafako z Raciborza nad stworzeniem prototypu miejskiego autobusu elektrycznego pojawiły się w 2018 r. Wejście na nowy rynek władze przedsiębiorstwa uzasadniły chęcią dywersyfikacji produkcji oraz prognozami dynamicznego rozwoju branży autobusów elektrycznych w Europie w kolejnych latach. Zapowiedziano wówczas premierę 3 wersji autobusu elektrycznego. W grudniu 2018 r. w Raciborzu odbył się pierwszy pokaz autobusu elektrycznego o długości 8,6 m. Prototyp powstał w Solcu Kujawskim. Zapowiedziano wówczas, że pojazd ma być produkowany w trzech wersjach – miejskiej, podmiejskiej i szkolnej. W 2019 r. jedną z ofert złożonych w konkursie zorganizowanym przez Narodowe Centrum Badań i Rozwoju na opracowanie i dostawę innowacyjnych pojazdów bezemisyjnego transportu publicznego była oferta konsorcjum Rafako oraz Agencji Rozwoju Przemysłu. W październiku 2019 r. w Katowicach miała miejsce pierwsza w Polsce premiera targowa nowego modelu Rafako E-Bus, natomiast premiera europejska odbyła się w tym samym miesiącu podczas targów Busworld w Brukseli. Do tego czasu powstały dwa prototypy, w tym jeden w wersji szkolnej, natomiast w planach pozostawało ukończenie trzeciego pojazdu w wersji miejskiej do końca 2019 r. W grudniu 2019 r. Rafako E-Bus trafił na pierwsze jazdy testowe w MZK Toruń. Według informacji producenta na październik 2019, trwają prace nad wersją 12-metrową autobusu elektrycznego Rafako.
W 2020 r. podpisano umowę, na mocy której spółka Rafako E-Bus została w 100% sprzedana Agencji Rozwoju Przemysłu i zmieniono jej nazwę na ARP E-Vehicles. Od 2021 r. model autobusu oferowany jest pod nazwą Pilea. W 2021 r. ofertę producenta rozszerzono o nowy model o długości 10 m. 

## Konstrukcja
Rafako E-Bus jest niskopodłogowym autobusem miejskim projektowanym od początku jako pojazd bateryjny. Konstrukcja została wykonana w sposób modułowy, umożliwiający produkcję pojazdu w trzech podstawowych wersjach – miejskiej, podmiejskiej i szkolnej, a także na rozwinięcie konstrukcji o kolejne modele o innych długościach. Napęd autobusu stanowi trójfazowy silnik synchroniczny DANA o mocy 140 kW i o sprawności do 94,5%. W wersji miejskiej zastosowano baterie o krótkim czasie ładowania LTO o pojemności 62,9 kWh pozwalające na przejechanie na jednym ładowaniu ok. 70 km i o czasie ładowania do 90% 15 min, natomiast w wersji podmiejskiej i szkolnej – baterie NMC o pojemności 142,1 kWh z zasięgiem na jednym ładowaniu do 140 km. Ładowanie odbywa się metodą plug-in, opracowywane jest ładowanie pantografem. Baterie w pojeździe umieszczono w całości pod podłogą, co jest dotąd niespotykanym rozwiązaniem na rynku autobusów elektrycznych. Pozwala to na obniżenie środka ciężkości pojazdu, poprawia jego stabilność, a także zmniejsza całkowitą wysokość pojazdu, która wynosi jedynie ok. 3,2 m.
Wejście na pokład autobusu zapewniają dwie pary drzwi w układzie 1-2-0. Prototypowy egzemplarz mieści 65 pasażerów, w tym 23 na miejscach siedzących. Przy drugich drzwiach zlokalizowano przestrzeń dla osób niepełnosprawnych lub wózków dziecięcych. Klimatyzacja przestrzeni pasażerskiej jest w pełni elektryczna, natomiast ogrzewanie może być zasilane energią elektryczną z akumulatorów lub olejem.

## Eksploatacja
Pierwszym przedsiębiorstwem, do którego trafił Rafako E-Bus na jazdy liniowe było MZK Toruń, gdzie odbyły się dwutygodniowe testy elektrobusu w grudniu 2019 r. Później testy autobusu odbyły się także w innych zakładach komunikacyjnych w Polsce. W 2021 r. prototypowy egzemplarz został sprzedany do MZK w Koninie. W 2022 r., korzystając ze wsparcia NFOŚiGW, sześć egzemplarzy zakupiło Miejskie Przedsiębiorstwo Komunikacji w Sieradzu.  Na przełomie lat 2023 i 2024 dwa pojazdy zakupiła również Komunikacja miejska w Mrągowie